# Iszapkezelés

## Gyógyhatású láp és iszap
Gyógyföldnek is nevezik a gyógyító hatású lápot és iszapot. A láp víz alatt elkorhadt növények maradványa, nagyrészt szerves anyagokat tartalmaz. Az iszap a folyók, tavak, források, tengeröblök alján lerakódott, főleg szervetlen, ásványi üledékekből képződött anyag.
Közép-Európában az iszapkezelés terjedt el, főleg gyógyiszapokat, a gyógyvizekben lerakódott üledékeket használnak. Hatásuk megegyezik a származási hely gyógyvizével, de mivel az iszap hővezetőképessége kisebb, jóval magasabb hőmérsékleten, és a forrástól bármely távolságban is alkalmazható, miközben a természetes gyógyvizeket helyben kell felhasználni, és hőfokukat sem lehet szabályozni. Hévíz nagy kiterjedésű iszaptava 35 °C hőmérsékletű (közömbös). Hazánkban majdnem mindenhová innen szállítják az iszapot szárított formában[forrás?].

## Iszapfürdő
A mesterséges iszapfürdőt 39-40 °C hőmérsékleten alkalmazzák, és mivel ezek igen erélyes hatásúak, pontosan be kell tartani az orvosi utasítást, ami általában 10-30 percet ír elő.

## Iszappakolás
Az iszappakoláskor (göngyölés) az iszapot először felfőzik (fertőtlenítés), majd az orvos utasítása szerint 42-50 °C iszappal, általában csak kis testfelületre alkalmazva végzik. A kezelt testrészen 5-10 cm vastag iszaprétegben viszik fel, majd többrétegben betakarva (göngyölve) 20-60 percig alkalmazzák. Hatása fájdalomcsillapító. A levételt követő zuhanyozást kb. egy órányi pihenésnek kell követnie, ami alatt a gyógytényzők tovább hatnak. Csak ezután szabad melegvizes fürdőbe menni, mivel az kioldaná a bőrből a beivódott hasznos vegyületeket.